# Língua balinesa
O balinês ou língua de Bali é uma língua malaio-polinésia, que em 2000 era falada por 3,3 milhões de pessoas na ilha indonésia de Bali, bem como no norte de Nusa Penida, oeste de Lomboque e leste de Java. A maioria dos balineses também fala indonésio.
Pertence à família das línguas austronésicas, e está intimamente relacionado com as línguas sesak e sumbawa.

## Fonologia
|       | Frontal | Central | Anterior |
| ----- | ------- | ------- | -------- |
| Alta  | i       |         | u        |
| Média | e       | ə       | o        |
| Baixa |         | a       |          |

|                    |           | Bilabial | Alveolar | Palatal | Velar | Glotal |
| ------------------ | --------- | -------- | -------- | ------- | ----- | ------ |
| Parada ou Africada | Muda      | p        | t        | tʃ      | k     | ʔ      |
| Parada ou Africada | Expressa  | b        | d        | dʒ      | ɡ     |        |
| Fricativa          | Fricativa |          | s        |         |       | h      |
| Nasal              | Nasal     | m        | n        | ɲ       | ŋ     |        |
| Lateral            | Lateral   |          | l        |         |       |        |
| Trill              | Trill     |          | r        |         |       |        |
| Semivogal          | Semivogal | w        |          | j       |       |        |

## Gramática

### Registros
O balinês possui diferentes registros dependendo do relacionamento e status de quem está falando: baixo (basa ketah), médio (basa madia), e alto (basa singgih). O gasa singgih contém vários elementos emprestados do sânscrito e do javanês.

## Escrita
O balinês têm sido escrito em dois diferentes sistemas de escrita: em escrita balinesa e mais recentemente em alfabeto latino.
Escrita balinesa

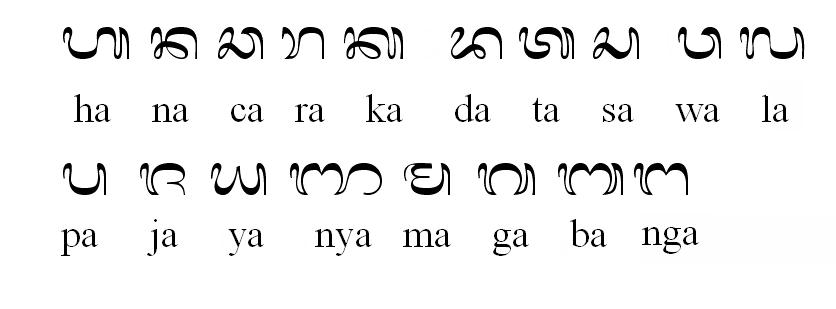
Caracteres básicos da escrita balinesa

A escrita balinesa (carakan) é um abugida, derivado da escrita brami, proveniente da Índia. As inscrições mais antigas datam do século XI.
Poucas pessoas hoje estão familiarizadas com a escrita balinesa. Esse sistema é quase idêntico à escrita javanesa.
Alfabeto latino
As escolas de Bali atualmente ensinam uma variante do alfabeto latino para a escrita do balinês, conhecida como Tulisan Bali.